# Distretto di Yantian
Il distretto di Yantian (盐田区S, Yántián QūP) è un distretto della Cina, situato nella provincia del Guangdong e amministrato dalla città di Shenzhen.